# Zmija (zviježđe)
Zmija (lat. Serpens) jedno je od 88 modernih i 48 originalnih Ptolemejevih zviježđa. Jedinstveno je svojom podjelom na dva dijela, između kojih se nalazi zviježđe Zmijonosca.
Galaktička ravnina Mliječnog puta prolazi kroz ovo zviježđe, pa se u njemu nalaze brojni objekti dubokog neba. Među njima se ističu emisijska maglica Orao, koja sadrži Stupove stvaranja, Westerhout 40 te maglica Crveni trg.

## Vanjske poveznice
- The Deep Photographic Guide to the Constellations: Serpens